# Leiophasma intermedia
Leiophasma intermedia är en insektsart som först beskrevs av Ludwig Redtenbacher 1906.  Leiophasma intermedia ingår i släktet Leiophasma och familjen Anisacanthidae. Inga underarter finns listade i Catalogue of Life.